# Hotspot (dier)

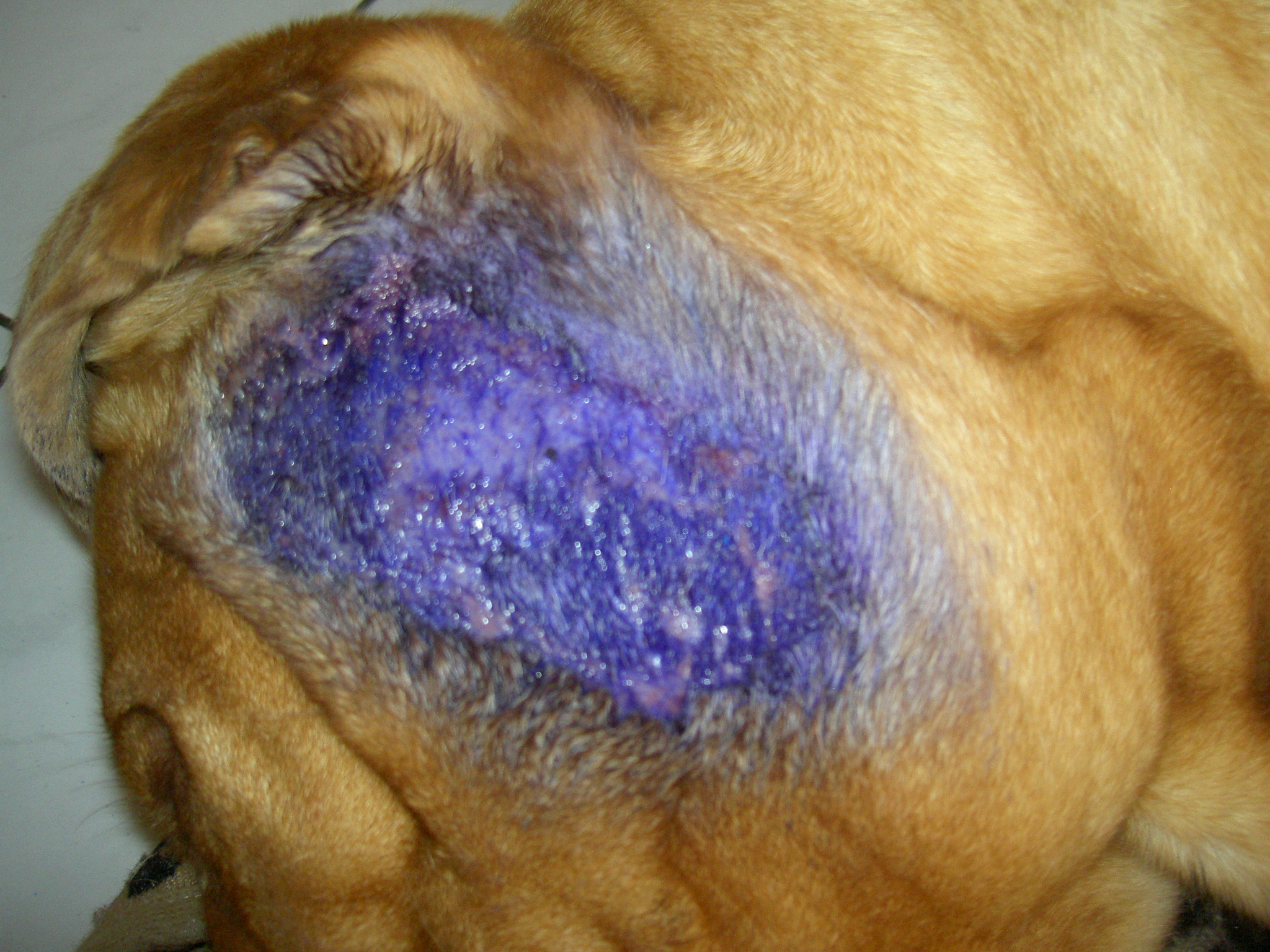
Voorbeeld van een hotspot

Een hotspot kan voorkomen bij veel soorten dieren, maar het komt het meest voor bij huisdieren als de kat en de hond.

## Ontstaan
Een hotspot begint als een kleine irritatie op de huid. Hierbij valt te denken aan een beet van een ander dier of insect of een wondje. Dit irriteert, het jeukt of doet pijn. Het dier kan er niet van afblijven en krabt of bijt zich op die plek om ervoor te zorgen dat de pijn of jeuk stopt. Dit zorgt er echter voor dat het alleen nog meer gaat ontsteken, wat leidt tot nog meer pijn en jeuk. In een poging om de hotspot te stoppen, verergert het dier het dus alleen maar.
Het dier kan hotspot ook oplopen door door pas gemaaid gras te lopen waar berenklauw in staat, de sappen die uit berenklauw lopen kunnen ook irriterend zijn en veroorzaakt dezelfde symptomen als een tekenbeet.

## Behandeling
Om een hotspot te behandelen wordt de plek kaalgeschoren en bespoten met antibiotica. Indien nodig wordt het dier pijnstillers gegeven.